# Carlos Blixen
Carlos Samuel Blixen Abella  (Montevideo, 27 de diciembre de 1936 - 1 de agosto de 2022) fue un baloncestista uruguayo, medalla de bronce con Uruguay en los Juegos Olímpicos de Melbourne 1956.